# Chaetodontoplus melanosoma
Chaetodontoplus melanosoma är en fiskart som först beskrevs av Bleeker, 1853.  Chaetodontoplus melanosoma ingår i släktet Chaetodontoplus och familjen Pomacanthidae. IUCN kategoriserar arten globalt som livskraftig. Inga underarter finns listade i Catalogue of Life.